# Bilbil białolicy
Bilbil białolicy (Pycnonotus leucogenys) – gatunek małego ptaka z rodziny bilbili (Pycnonotidae).
SystematykaDawniej uznawany za jeden gatunek z bilbilem białouchym (Pycnonotus leucotis). Nie wyróżnia się podgatunków; proponowany podgatunek humii uznany za hybrydę.
Zasięg występowaniaWystępuje w Himalajach – w północno-wschodnim Afganistanie, północnym Pakistanie, północnych Indiach, Nepalu i Bhutanie.
MorfologiaDługość ciała: 19–20 cm; masa ciała: 34–38 g. Samiec i samica wyglądają tak samo.
Ekologia i zachowanieŚpiew melodyjny, głośny.
Gniazdo wije wśród roślin; materiały na gniazdo: włókna roślinne, cienkie korzonki, sierść i trawy. Składa od 2–3 jaj, a wysiadywanie trwa 12–13 dni. W okresie lęgów wojowniczy wobec innych ptaków.
StatusMiędzynarodowa Unia Ochrony Przyrody (IUCN) uznaje bilbila białolicego za gatunek najmniejszej troski (LC, least concern) nieprzerwanie od 1988 (stan w 2020). Liczebność populacji nie została oszacowana, aczkolwiek ptak opisywany jest jako generalnie pospolity do bardzo licznego. Trend liczebności populacji uznaje się za wzrostowy.